# Brotherhood of the Snake
Brotherhood of the Snake è l'undicesimo album in studio del gruppo musicale thrash metal statunitense Testament, pubblicato nel 2016 dalla Nuclear Blast su licenza della Burnt Offerings Inc. (appartenente ai due leader della band: Eric Peterson e Chuck Billy).
Per The Pale King è stato girato un videoclip. Mentre, come anteprima al disco, erano stati pubblicati il lyric video di Brotherhood of the Snake e il visualizer a 360° di Stronghold.

## Tracce
Testi di Chuck Billy, musiche di Eric Peterson, eccetto dove indicato.
1. Brotherhood of the Snake – 4:13 (testo: Billy, Peterson)
2. The Pale King – 4:51
3. Stronghold – 4:00
4. Seven Seals – 5:38
5. Born in a Rut – 4:57
6. Centuries of Suffering – 3:34
7. Black Jack – 4:21
8. Neptune's Spear – 5:27 (musica: Peterson, Alex Skolnick)
9. Canna-Business – 3:47 (musica: Peterson, Skolnick)
10. The Number Game – 4:38

Tracce bonus nell'edizione giapponese
1. Apocalyptic City (Re-Recorded Version) (testo: Skolnick, Peterson – musica: Skolnick, Peterson) – originariamente presente in The Legacy
2. Brotherhood of the Snake (Alternative Mix)

## Formazione
- Chuck Billy – voce
- Eric Peterson – chitarra, voce addizionale
- Alex Skolnick – chitarra
- Steve DiGiorgio – basso
- Gene Hoglan – batteria

## Classifiche
| Classifica (2016)          | Posizione massima |
| -------------------------- | ----------------- |
| Australia                  | 24                |
| Austria                    | 23                |
| Belgio (Fiandre)           | 29                |
| Belgio (Vallonia)          | 42                |
| Canada                     | 24                |
| Finlandia                  | 18                |
| Francia                    | 68                |
| Germania                   | 11                |
| Italia                     | 28                |
| Paesi Bassi                | 74                |
| Polonia                    | 11                |
| Regno Unito                | 43                |
| Regno Unito (rock & metal) | 2                 |
| Spagna                     | 53                |
| Stati Uniti                | 20                |
| Stati Uniti (hard rock)    | 2                 |
| Stati Uniti (independent)  | 1                 |
| Stati Uniti (rock)         | 2                 |
| Stati Uniti (tastemaker)   | 3                 |
| Svezia                     | 43                |
| Svizzera                   | 16                |
| Ungheria                   | 31                |